# Matthew Breeze

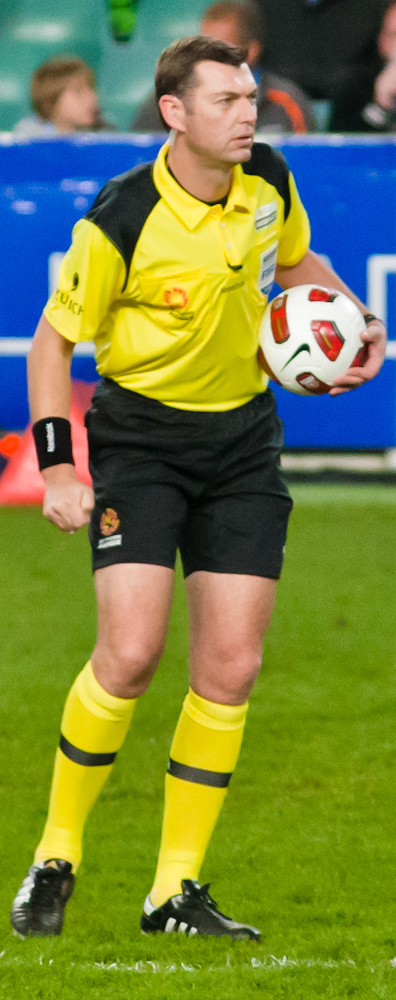
Breeze vor einer Partie der A-League (2010)

Matthew Breeze (* 10. Juni 1972 in Sydney) ist ein ehemaliger australischer Fußballschiedsrichter. Von 2001 bis 2012 war er FIFA-Schiedsrichter.
Breeze leitete ab 1994 Spiele in der höchsten australischen Spielklasse, zwischen 1994 und 2004 war dies die National Soccer League, nach der Gründung der A-League im Jahre 2005 war er dort tätig. 2009 und 2011 wurde Breeze zum besten australischen Schiedsrichter gewählt und durfte daher das jeweilige australische Meisterschaftsfinale pfeifen.
Er nahm als Unparteiischer an der Junioren-WM 2003, dem Konföderationen-Pokal 2005 und der Asienmeisterschaft 2007 teil. Zudem wurde Breeze für den Konföderationen-Pokal 2009 nominiert und befand sich auf der vorläufigen Auswahlliste für die Weltmeisterschaft 2010 in Südafrika.
Breeze lebt in Carlton und ist hauptberuflich als Staatsanwalt tätig.

## Turniere
- OFC-Nationen-Pokal 2002 in Neuseeland (3 Einsätze)
- Junioren-Fußballweltmeisterschaft 2003 in den Vereinigten Arabischen Emiraten (4 Einsätze)
- Konföderationen-Pokal 2005 in Deutschland (2 Einsätze)
- Fußball-Asienmeisterschaft 2007 in Indonesien, Malaysia, Thailand und Vietnam (3 Einsätze)
- U-17-Fußball-Weltmeisterschaft 2007 in Südkorea (4 Einsätze)